# Готтфрід фон Ердманнсдорфф
Генріх Отто Готтфрід фон Ердманнсдорфф (нім. Heinrich Otto Gottfried von Erdmannsdorff; 25 квітня 1893, Каменц — 30 січня 1946, Мінськ) — німецький воєначальник, генерал-майор вермахту. Кавалер Лицарського хреста Залізного хреста.

## Біографія
Представник давнього саксонського роду. Син ротмістра Саксонської армії Генріха фон Ердманнсдорффа і його дружини Гертруди, уродженої фон Шенберг. Молодший брат генерала піхоти Вернера фон Ердманнсдорффа.
8 лютого 1913 року поступив на службу в Саксонську армію. Учасник Першої світової війни. Після демобілізації армії залишений у рейхсвері. З 10 листопада 1938 року — комендант Ерфурта. З 10 вересня 1939 року — у генштабі 14-ї армії. Учасник Польської кампанії. З 1 листопада 1939 року — командир 171-го піхотного полку. Учасник Французької кампанії і німецько-радянської війни. 5 жовтня 1942 року Ердманнсдорффу доручили очолити дивізію №465, яку він очолив 1 грудня. Спочатку дивізія перебувала у Франції, потім — у 5-му військовому окрузі. В березні 1944 року переведений у резерв фюрера. З 1 квітня 1944 року — комендант Могильова. 
28 червня 1944 року потрапив у радянський полон. Незважаючи на членство в Союзі німецьких офіцерів, в січні 1946 році на показовому процесі в Мінську був звинувачений у численних злочинах, включаючи: депортацію 10 000 осіб; руйнування сіл, шкіл і церков; розстріл інвалідів під час будівництва укріплень; використання цивільних в якості живого щита; організацію трьох кривавих каральних акцій проти мирного населення під виглядом боротьби з партизанами; створення концентраційних таборів, в яких вбили багато людей. Під тиском НКВС Ерманнсдорфф «визнав» себе винним і був засуджений до страти. 30 січня 1946 року публічно повішений у Мінську.

## Нагороди
- Залізний хрест
  - 2-го класу (5 жовтня 1914)
  - 1-го класу (21 жовтня 1916)
- Почесний хрест (Ройсс) 3-го класу з мечами (25 травня 1915)
- Орден Альберта (Саксонія), лицарський хрест 2-го класу з мечами (17 липня 1915)
- Хрест «За військові заслуги» (Ройсс) (11 вересня 1917)
- Орден Заслуг (Саксонія), лицарський хрест 2-го класу з мечами (12 січня 1918)
- Нагрудний знак «За поранення» в сріблі (2 липня 1918)
- Почесний хрест ветерана війни з мечами (30 грудня 1934)
- Медаль «За вислугу років у Вермахті»
  - 4-го, 3-го і 2-го класу (18 років) (2 жовтня 1936) — отримав 3 нагороди одночасно.
  - 1-го класу (25 років) (7 лютого 1938)
- Застібка до Залізного хреста
  - 2-го класу (13 травня 1940)
  - 1-го класу (24 травня 1940)
- Німецький хрест в золоті (14 лютого 1942)
- Лицарський хрест Залізного хреста (20 березня 1942)
- Медаль «За зимову кампанію на Сході 1941/42»